# Dorotheas Rache
Dorotheas Rache ist ein deutsch-französischer Kinofilm des Regisseurs Peter Fleischmann aus dem Jahr 1974.

## Handlung
Dorothea stellt sich dem Zuschauer, der als Voyeur fungiert, persönlich vor: Sie ist 17 Jahre alt, geht auf das Gymnasium, sie wohnt mit ihren Eltern in Hamburg in finanziell guten und scheinbar ordentlichen Verhältnissen, ihr Vater hat anfänglich eine florierende Fabrik für Lachsäcke, die Mutter hat zwei Liebhaber – und sie selbst ist auf der Suche nach der Liebe.
Gemeinsam mit ihren Freunden und Freundinnen dreht sie mit einer Super-8-Kamera eine Persiflage auf die Aufklärungsfilme wie Schulmädchen-Report.
Parallel dazu geht Dorothea allein auf den Kiez, um etwas über die Liebe zu erfahren. Beim ersten Versuch lässt sie sich mit drei dickbäuchigen Mittvierzigern ein und muss feststellen, dass sie von diesen lediglich sexuell ausgenutzt wurde. Daraufhin filmt und befragt sie die drei teilweise verheirateten Männer, denen dies peinlich ist, so dass sie sich jeweils ein Handtuch vors Gesicht halten, um nicht erkannt zu werden.
Ihr Lehrer Dr. Wagg, der ihr viel Theoretisches insbesondere über die Wandlung der Sexualität im Laufe der Jahrtausende zu berichten weiß, gesteht ihr seine Liebe, die sie nicht erwidert. Infolgedessen begeht er Selbstmord. Der mittfünfzigjährige Konsul und Frauenheld namens Albert bittet Dorothea zu einem Tête-à-tête, kann ihr aber lediglich praxisorientiertes Wissen über die Sexualität vermitteln.
Dorothea lernt eine Prostituierte namens Sissi kennen, mit der sie viel Zeit verbringt, und übernimmt interessehalber einen Freier, der bei der bloßen Berührung ihrerseits ejakuliert und sie aus Frust mit seinem Gürtel auspeitscht. Die recht primitiven Darbietungen zu „Tante Klitoris gegen den Bezirksbefruchter“ in einem Reeperbahn-Varieté, in dem die Frauen ausschließlich als Sexualobjekt dargestellt werden, schaut sie sich an und verlässt eher angewidert als gelangweilt das Lokal. In einem Sado-Maso-Club lernt sie die andere Seite kennen, bei der sich die Kunden auspeitschen und quälen lassen, die Domina jedoch ist unglücklich in ihrer Situation, ekelt sich vor diesen „Pervertierten“ und bittet Dorothea bei ihr zu bleiben, die jedoch ablehnt.
Nach all diesen unangenehmen Erfahrungen erscheint ihr Jesus leibhaftig, mit dem sie auch schläft; er rät ihr: „Schlafe mit Kindern und Narren, und Du wirst glücklicher sein.“ Seinen Rat befolgend liebkost sie einen Jungen, aber ihr Verführungsversuch wird von dessen Mutter jäh unterbrochen. Daraufhin befriedigt sie einen „Narren“ in einem Kohlenkeller, eine Passantin – vom Stöhnen des Narren erregt – befriedigt sich am Griff ihres Kinderwagens.
Zu Hause beklagt ihr Vater den wirtschaftlichen Niedergang seiner Firma, und Dorothea bietet ihm zum Trost den Beischlaf an; doch er erklärt ihr, dass Inzest aus biologischen Gründen verboten ist, worauf sie kritisiert, dass dies nicht mehr zeitgemäß sei, weil es mittlerweile die Antibabypille gibt.
Das Happy End besteht darin, dass Dorothea mit ihren Freunden und Freundinnen aufs Land zieht und sie in einer Kommune die freie Liebe ausleben. Details oder Einblicke gewährt sie dem Voyeur nicht mehr und verabschiedet sich von ihm.

## Kritik
„Als Reaktion auf die Sex- und Pornowelle der frühen 70er Jahre gedachter Schocker.“